# Йохан VI фон Брюкен
Йохан VI фон Брюкен (на немски: Johann VI von Brücken; † сл. 1414) от род „фон Брукен“ e господар на Хунзинген в Елзас и Дагщул (част от град Вадерн) между Саарбрюкен и Трир в Саарланд.
Той е единствен син на Йохан V фон Брюкен ( † 1 юли 1375)и съпругата му Аделхайд фон Зирк, дъщеря на Арнолд V фон Зирк „Млади“ († 1371) и Аделхайд фон Саарбрюкен († сл. 1345), дъщеря на рицар Боемунд II фон Саарбрюкен–Дагщул († 1339) и Агнес фон Финстинген-Шваненхалс († сл. 1331), дъщеря на Хуго I фон Финстинген († сл. 1304).

## Фамилия
Йохан VI фон Брюкен се жени за роднината си Мария фон Родемахерн, внучка на Йохан I фон Родемахерн († 1360), дъщеря на Гилес IV фон Родемахерн-Засенхайм († сл. 1381) и Жана дьо Шатилон-сюр-Марне († сл. 1385). Те имат 10 деца, между тях:
- Катарина фон Брюкен († сл. 1469), омъжена сл. 1422 г. за Йохан фон Хаген, господар на Засенхайм и Мотен († 1444)